# Leptorchestes peresi
Leptorchestes peresi là một loài nhện trong họ Salticidae.
Loài này thuộc chi Leptorchestes. Leptorchestes peresi được Eugène Simon miêu tả năm 1868.